# ドン・キショット

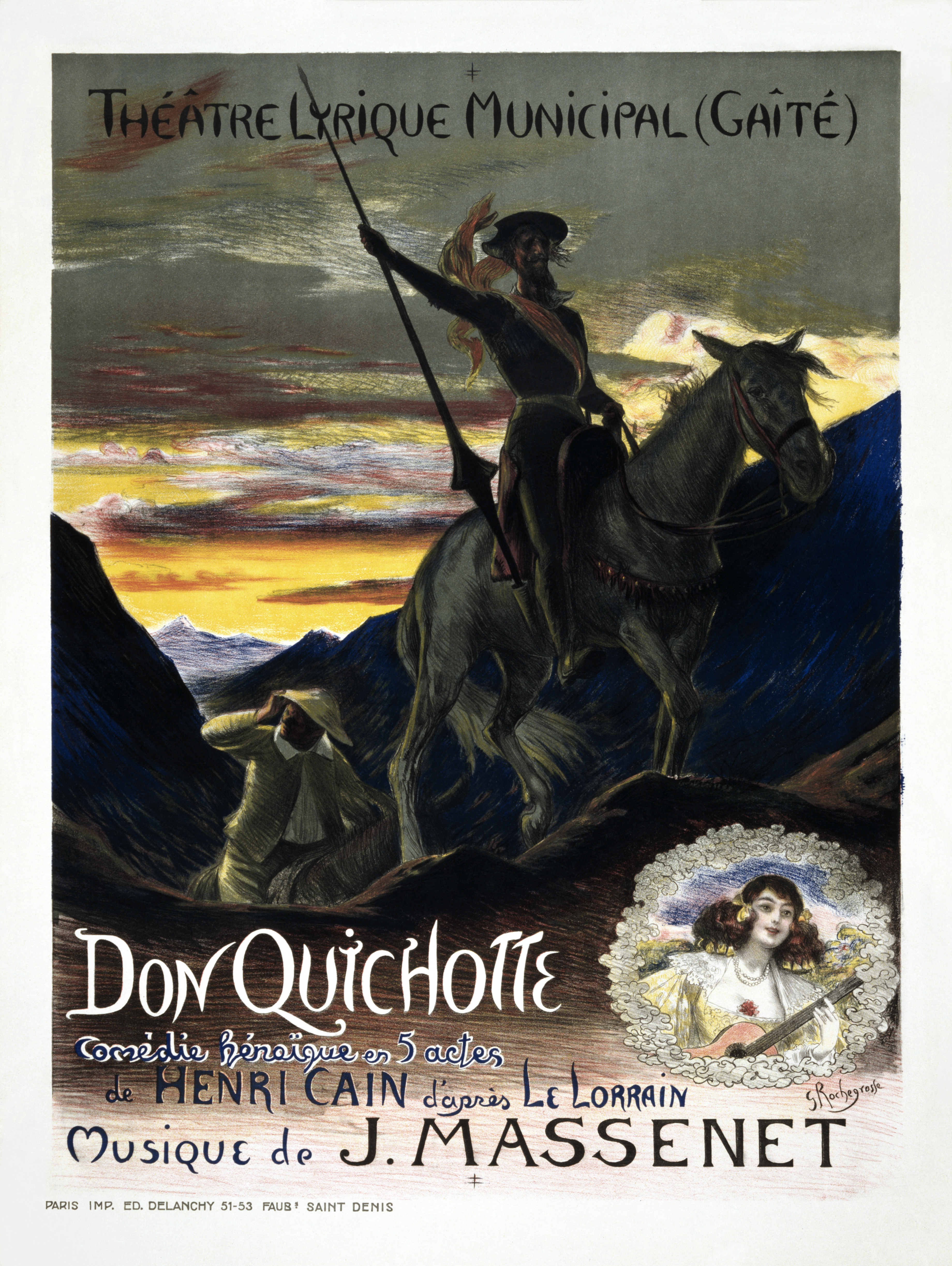
1910年のパリのゲテ・リリック座での上演時のジョルジュ・ロシュグロスによるポスター

『ドン・キショット』（フランス語:  Don Quichotte ）は、ジュール・マスネが作曲した5幕のオペラ（英雄喜劇 comédie héroïque）。『ドン・キホーテ』とも表記される。ミゲル・デ・セルバンテスの小説『ドン・キホーテ』を原作とし、フランス語の台本はアンリ・カインによる。

## 概要

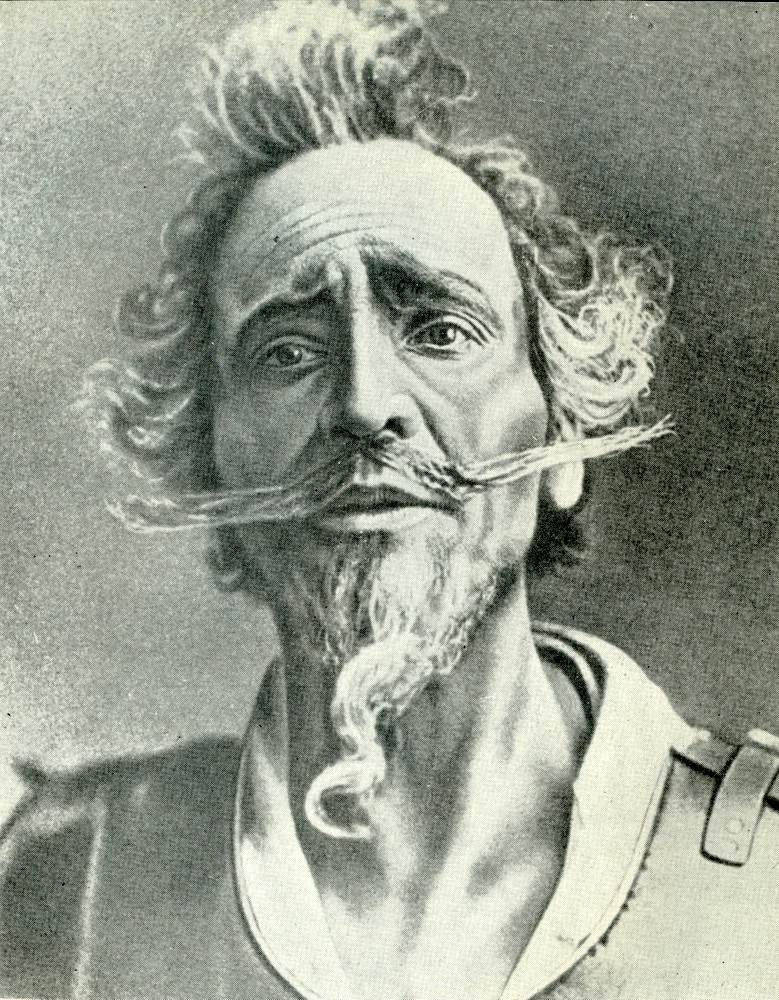
1910年の初演時のシャリアピン

本作はバスを主役にした珍しい作品である。マスネは主演を務めたロシアの伝説的バスのフョードル・シャリアピンを想定して、作曲をした。1910年 2月19日にモンテカルロ歌劇場（カジノ劇場）で初演され、同年の12月にパリのゲテ・リリック座でも主演ヴァンニ・マルクー、 リュシアン・フュジェール（サンチョ）、リュシー・アルベル（ドゥルシネ）にて上演された。「主人公のドン・キショットを歌うバスに非常に高度な表現力が求められる」ためか、上演頻度は『ウェルテル』や『マノン』に比べると多くはない。しかし、「『ドン・キショット』はマスネの5本の指に数えられる文句のつけようのない傑作の一つである。そのことは、台本の構成の良さに起因している」という評価もある。シャリアピンとマルクーは抜粋ではあるが、録音も残している。なお、シャリアピンは ゲオルク・ヴィルヘルム・パプスト監督の『ドン・キホーテ』（Don Quichotte　1933年 フランス）でも主演している。ジャック・イベールが劇中歌を含む映画の音楽を作曲している。

## リブレット

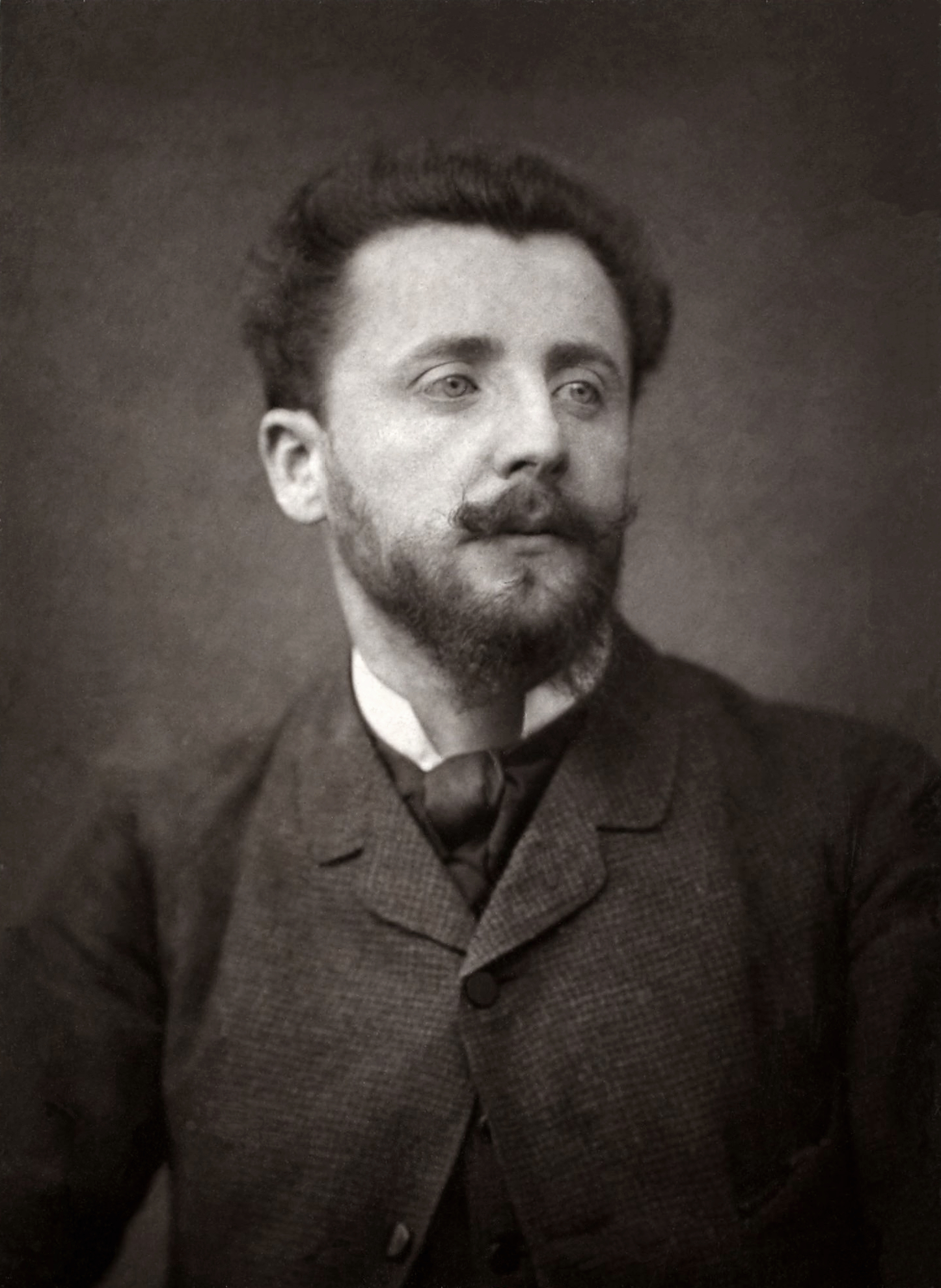
1882年のアンリ・カイン

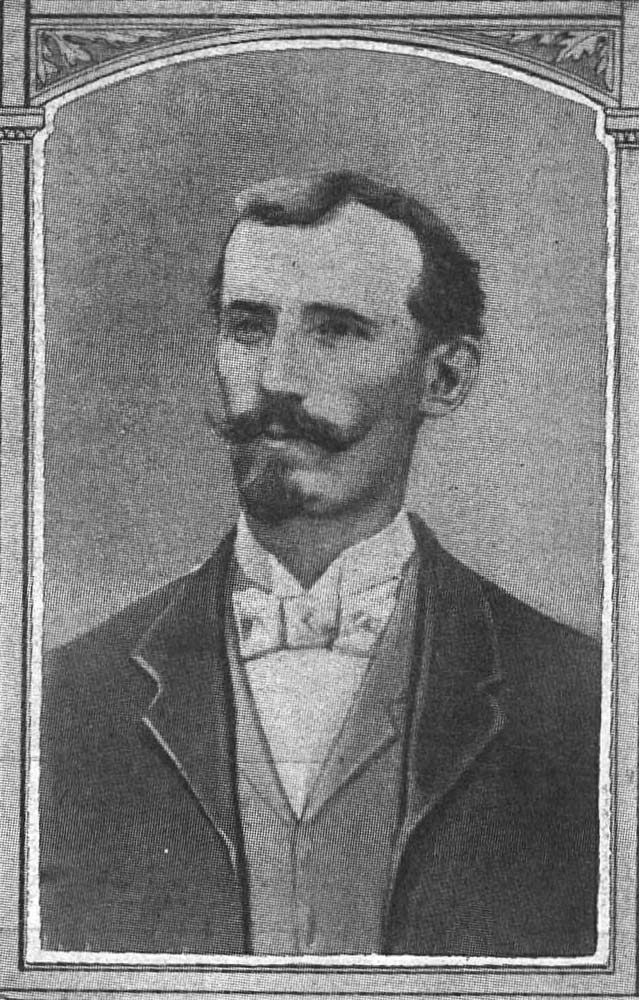
ジャック・ル・ロラン

リブレット はセルバンテスの長編小説『ドン・キホーテ』を大まかになぞりながら書かれたフランスの劇作家ジャック・ル・ロランの 戯曲『面長の騎士』（Le chenalier de la longue figure）に基づいてアンリ・カインが作成した。「作曲当時67歳になっており、健康状態も思わしくなかったマスネは礼儀正しいが、耄碌し浮世離れした騎士に自らを重ね合せ、気が強く、根本的には繊細な心をもった強欲なドゥルシネに野心的なリュシー・アルベルを重ね合せており、自伝的要素が認められる」。「ドゥルシネは男性作曲家たちが浮気な女に相応しいと思っているような若さをもった、軽薄な女性として描かれている。彼女はタイスの妹なのだ」。なお、リュシー・アルベルはマスネの40歳年下であった。第2幕でサンチョが歌うアリア「一体、どうしたら良いと思えるのか」で女性批判を面白おかしく展開するが、この歌詞はモーツァルト の『ドン・ジョヴァンニ』のカタログのアリアを意図的に模倣したものとなっている。パロディーと見ることができる。

## 楽曲

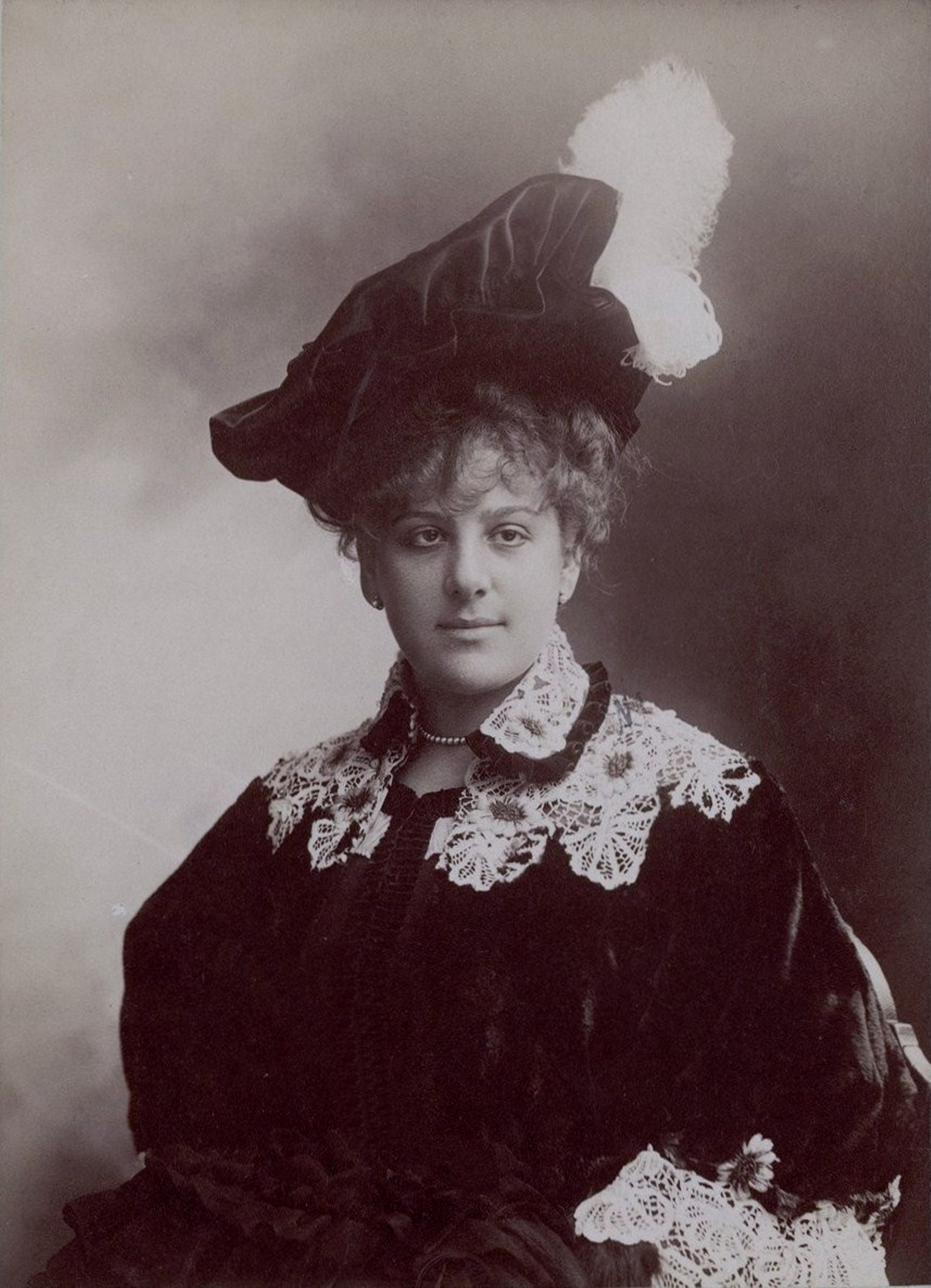
ナダール撮影によるリュシー・アルベル

本作はスペイン情緒に溢れており、マスネ晩年の作品と言うこともあり、郷愁を誘うような歌謡性の強いメロディーが多く盛り込まれている。ドン・キショットがマンドリンを手にドゥルシネへ歌うセレナード「星が現れるとき」を支えるオーケストラは手の込んだ、微妙な響きの音楽を奏でる。風車に挑みかかる際の楽曲は「マスネのオーケストラの表現力を如何なく発揮させた音楽は聴き応え十分なものになっている」。第4幕のサンチョのアリア「笑え、笑え、哀れな理想家を」はバリトンの表現力を生かした名アリアで聴く者に改めてドン・キショットのキャラクターに共感を抱かせずにはおかない。『新グローヴ オペラ事典』では「風車の場面、祈りの場面（第3幕）、2つの全く異なった世界が一瞬出会って再び分かれていく2重唱「そう、私はあなたの優しさに心を痛めています」（第4幕）、そして何よりドン・キショットの死の場面には、マスネの感性の豊かさと慎ましやかに示された熟練振りをはっきりと見てとることができる」と結論付けている。

## 初演後
1910年の初演の後、1912年 1月27日にアメリカ初演はニューオリンズのフレンチ・オペラ・ハウスにて行われた。イギリス初演は1912年 5月18日にロンドンのコヴェント・ガーデンロイヤル・オペラ・ハウスにて行われた。
本作はシャリアピンとマルクーの後、ボリス・クリストフ、ミロスラヴ・チャンガロヴィッチ、サミュエル・レイミー、 ニコライ・ギャウロフ、ジョゼ・ヴァン・ダム、ルッジェーロ・ライモンディ、フェルッチョ・フルラネットといった歌手たちによって歌われてきた。日本初演は2000年 5月7日にピエロ・ファッジョーニの演出、アラン・ギンガルの指揮、主演ライモンディ、ミッシェル・トランポン（サンチョ）、マルタ・セン（ドゥルシネ）、新星日本交響楽団、新国立劇場合唱団, 藤原歌劇団合唱部ほかの演奏で新国立劇場にて行われた。

## 登場人物

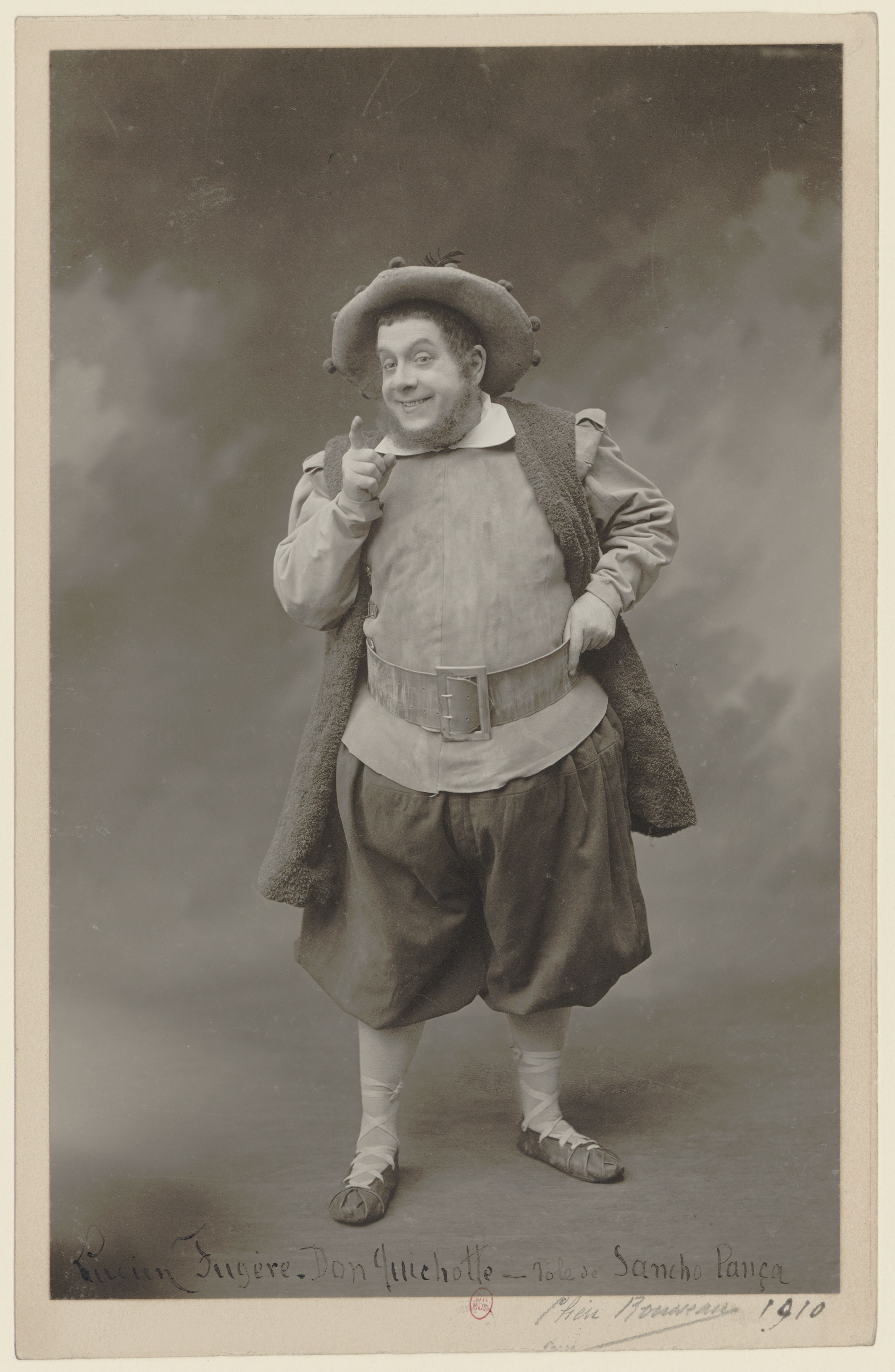
1910年のパリ上演でサンチョを演じたリュシアン・フュジェール

| 人物名           | 声域           | 役                           | 初演時のキャスト 1910年2月19日 指揮：レオン・ジェアン |
| ---------------- | -------------- | ---------------------------- | ----------------------------------------------------- |
| ドン・キショット | バス           | ドン・キホーテ               | フョードル・シャリアピン                              |
| サンチョ・パンサ | バリトン       | ドン・キショットの従者       | アンドレ・グレス                                      |
| ドゥルシネ       | メゾ・ソプラノ | ドン・キショットが憧れる女性 | リュシー・アルベル                                    |
| ペドロ           | ソプラノ       | ドゥルシネの求婚者           | ブリエンツ                                            |
| ガルシア         | ソプラノ       | ドゥルシネの求婚者           | ブリエルガ                                            |
| ジュアン         | テノール       | ドゥルシネの求婚者           | シャルル・デルマ                                      |
| ロドリゲス       | テノール       | ドゥルシネの求婚者           | エドモン・ヴァルネリ                                  |
| 盗賊の頭         | 語り役         |                              | デレスタン                                            |
| ２名のボーイ     | バリトン       |                              | ティリア、ボリー                                      |

- 合唱：民衆、盗賊達、パーティーの客達
- バレエ団：演出による。

## 楽器編成

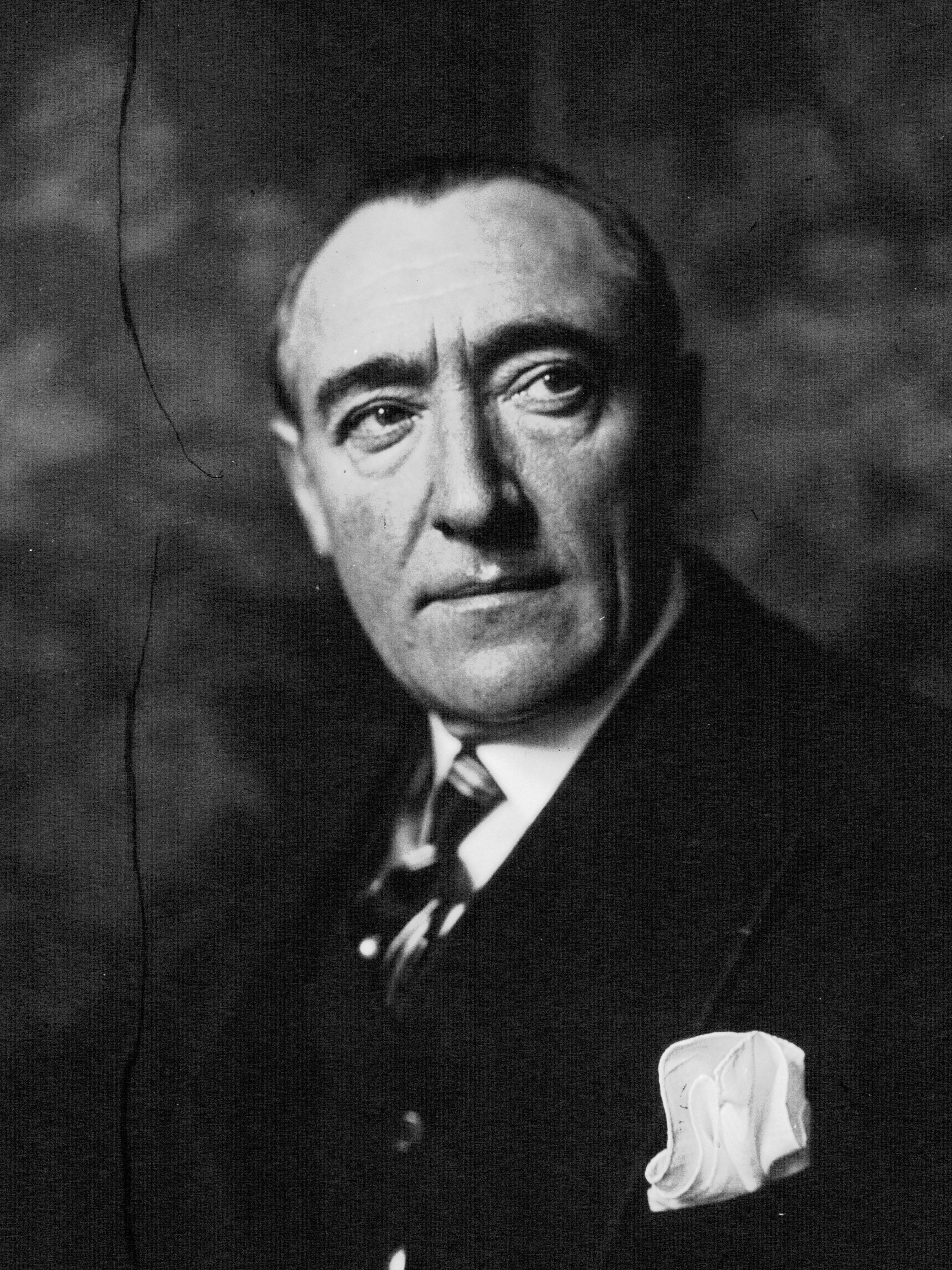
1932年のヴァンニ・マルクー

- 木管楽器：フルート2､ピッコロ1、オーボエ3（イングリッシュホルン1持ち替え）、クラリネット3（バスクラリネット1持ち替え）､ファゴット3
- 金管楽器：ホルン4、トランペット3、トロンボーン3、バスチューバ1
- 打楽器：ティンパニ1、小太鼓 、チェレスタ 、トライアングル、タンバリン、 カスタネット
- 弦五部 、ハープ2、ギター1、オルガン

舞台裏:
- チェレスタ

## 演奏時間
約2時間2分(第1幕35分、第2幕20分、第3幕20分、第4幕35分、第5幕12分)

## あらすじ
時と場所： 14世紀末頃のスペイン

### 第1幕
祭りの日、スペインのエル・ソポート村の広場

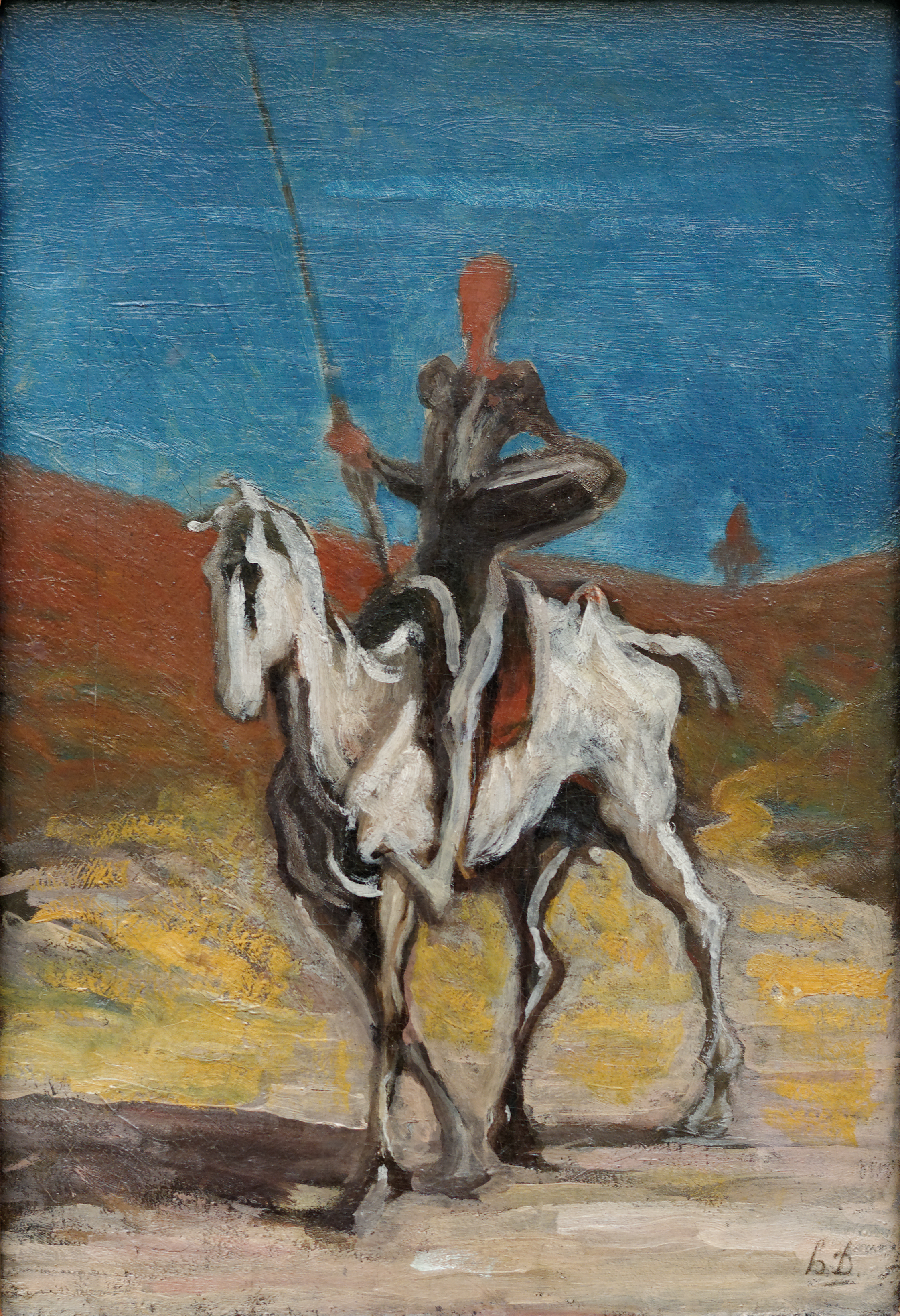
オノレ・ドーミエによるロシュナントに跨るドン・キショット (1868年頃)

独立した序曲はなくスペイン風の活発な前奏が踊りと民衆の叫び声と共に幕が開く（しばしばフラメンコが用いられる）。街は祭りで、賑わいを見せている。大勢の人が集まってきている。広場の一角では、評判の美女ドゥルシネに4人の求婚者ペドロ、ガルシア、ロドリゲスそしてジュアン（男装したソプラノ2人とテノールが2人）が「美しい人よ、姿を見せて」とセレナードを歌っている。ドゥルシネはバルコニーに現れ、若く美しく幸せであると女の人生について問う1番目のアリア「女が二十歳になっとき」（Quand la femme a vingt ans）を歌うが、漠然と人生にもの足りなさを感じていることが暗示される。そこに自ら遍歴の騎士と名乗るドン・ドン・キショット・デ・ラ・マンチャが登場する。彼は年老いた馬ロシュナントに跨り、恰幅が良く気の短い付き人のロバに跨ったサンチョ・パンサを従えている。ドン・キショットは時代遅れの騎士の格好で、錆びた鎧を身につけ、槍を持っている。お祭り騒ぎに浮かれる村の人々はドン・キショットたちを温かく歓迎する。ドン・キショットはサンチョに貧しい者たちに施しをするように命じる。サンチョはこれで自分たちの夕飯が惨めになると嘆く。4人の求婚者たちは彼を本当に美しいがあの身持ちの悪いドゥルシネを妻にする気なのかと馬鹿にする。やがて夜が訪れると、ドン・キショットはドゥルシネに恋い焦がれてセレナード「星が大空に瞬くとき」（Quand apparaissent les étoiles、）を歌い始める。するとドゥルシネに求婚中のジュアンが現れセレナードを遮って、決闘を申し込む。しかし、ドン・キショットはお前を殺す前にセレナードを歌い終わらねばならぬと言って歌い続ける。そこにドゥルシネがバルコニーから現れ2人をなだめる。ドゥルシネとドン・キショットの愛の2重唱となるが、当然ながらドゥルシネは本気ではない。純真な老人ドン・キショットを弄ぶように「昨日盗まれたネックレスを盗賊から取り返して欲しいの」と思わせぶりな態度をとる。ドン・キショットは怒りと正義感に燃えて、二つ返事で明日出発すると伝える。決闘の話は立ち消えとなり、ドン・キショットは盗賊退治の話に気を取られている。求婚者たちの嘲笑も耳に入らず、ドゥルシネが歌う「女が二十歳になっとき」が遠くから聞こえて来るのだった。

### 第2幕
広大な田園、夜明け

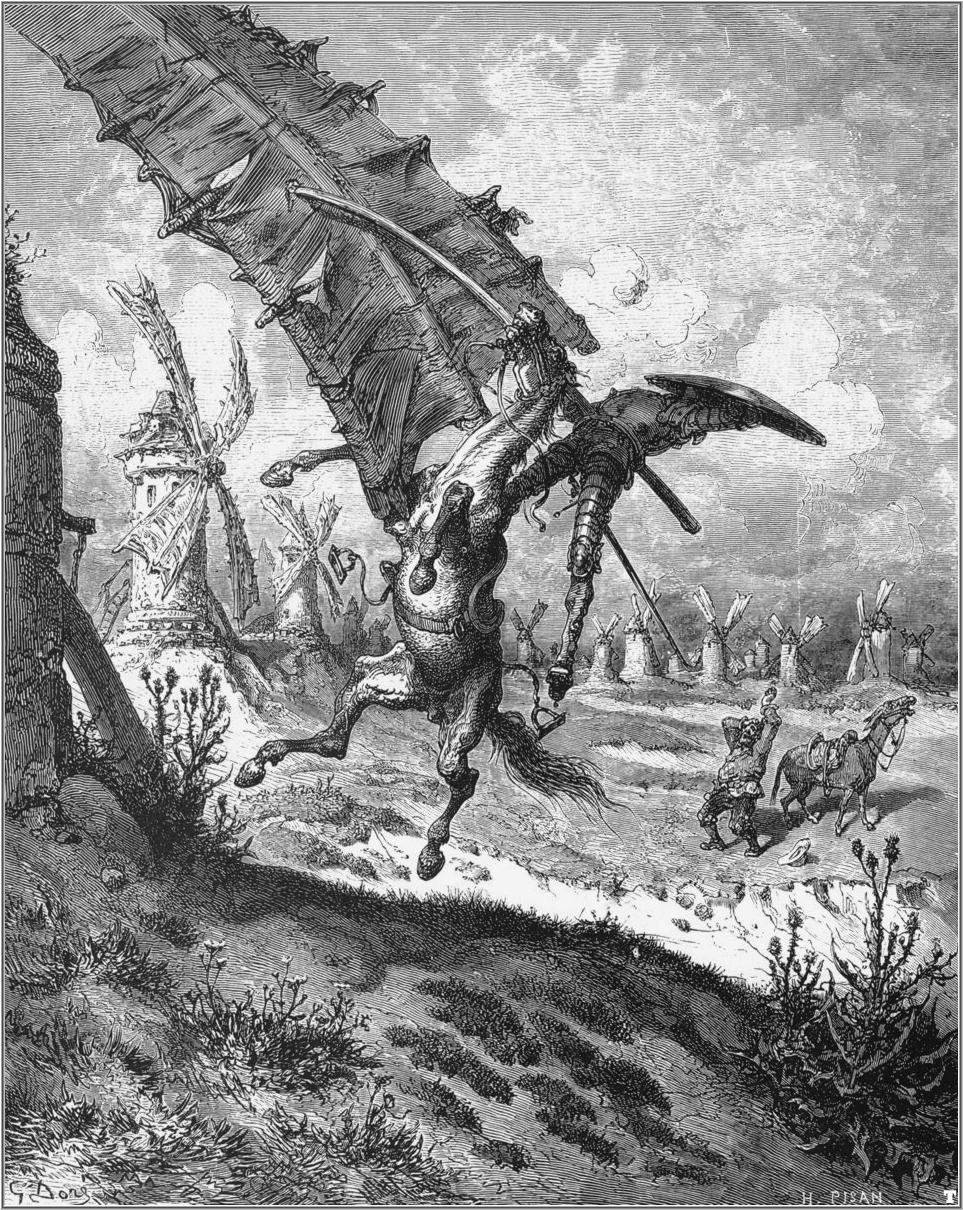
風車に突進するドン・キホーテ（ギュスターヴ・ドレによる挿絵）

ドン・キショットとサンチョは盗賊たちを探して田舎の山道を彷徨っている。ドゥルシネへの愛の歌の詩作に余念がないドン・キショットは即興で恋歌を歌う。現実主義者のサンチョはそんなドン・キショットのドゥルシネ賛歌に反感を抱き「一体どうしたらよいと思えるのか」（Comment peut-on penser du bien？）とおどけた調子で歌う。これは女性に対する憤慨の歌で、女は男を不幸にするために作られた、猥らで、抜け目のない悪魔だというものでドゥルシネも例外ではない、彼女は女の力をあなたに行使しているのだというものである。しかし、理想主義者のドン・キショットは全く理解することができない。やがて霧が晴れて視界がはっきりしてくると、ドン・キショットの視界に巨大な風車が現れてくる。それを打ち倒すべき邪悪な巨人だと思い込んだ彼は、サンチョの制止も振り切って無謀にも突撃してゆく。しかし、その風車の羽がズボンに引っ掛かり空中高く吊り上げられ、醜態をさらす。

### 第3幕
ラ・シェラの'山の中　

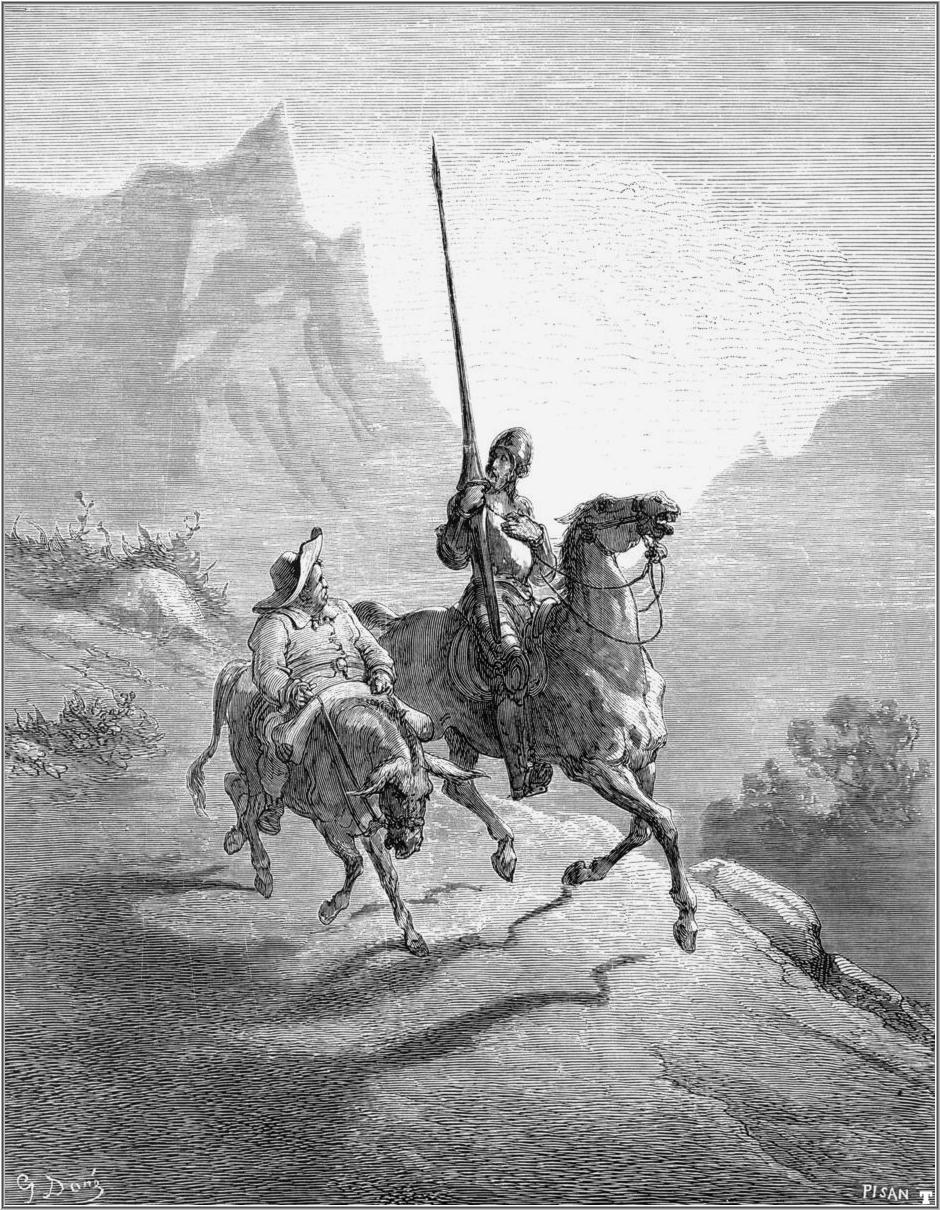
ドン・キホーテとサンチョ（ギュスターヴ・ドレによる挿絵）

ドン・キショットが感じていると思われる寂寥感とドゥルシネへの憧憬を暗示するような前奏で始まる。ドン・キショットはこここそ盗賊たちの通る道であると確信し、荷物を降ろして待ち伏せすることにする。サンチョはこんな恐ろしい場所で野営するなんて御免だと不平をこぼす。サンチョは疲れて草の上でうたた寝をしてしまう。ドン・キショットは騎士と言うものは相手の攻撃に備えて、準備しておかなければならないと言い、槍にもたれかかっていたが、寝てしまう。すると隙をついて盗賊たちが現れる。サンチョは間一髪のところで逃げ出すことに成功するが、ドン・キショットはあっさりと捕まってしまい、袋だたきに遭う。盗賊たちは早く殺してしまおうと騒ぐ。誇り高きドン・キショットは死を悟り「主よ、我が魂を受け取り給え」（Seigneur, reçois mon âme）と高潔な祈りを捧げる。オルガンを伴った神々しい歌唱は場の雰囲気を一変させる。その全く動じず毅然とした態度に深い感銘をうけた盗賊の首領は、ドン・キショットに「一体何処へ行くのか？何が望みなのか？」（Où vas-tu? Que veux-tu?）と尋ねる。ドン・キショットが「我は遍歴の騎士なり」（Je suis le chevalier errant、）と信条を高らかに歌い上げ、愛する女性のネックレスを取り返しに来たのだと伝える。首領は盗んだネックレスを返すばかりか、盗賊たちはこの高貴な老人に跪き敬意を表し合唱する。ドン・キショットは盗賊たちに神の御加護を願って立ち去る。「この短い幕はマスネが創作した場面のなかでも最も完全なもののひとつである。笑劇的なものから、狂信、そして純粋な感情までが、完璧なかたちで扱われている」。

### 第4幕
ドゥルシネの家の中庭でのパーティー

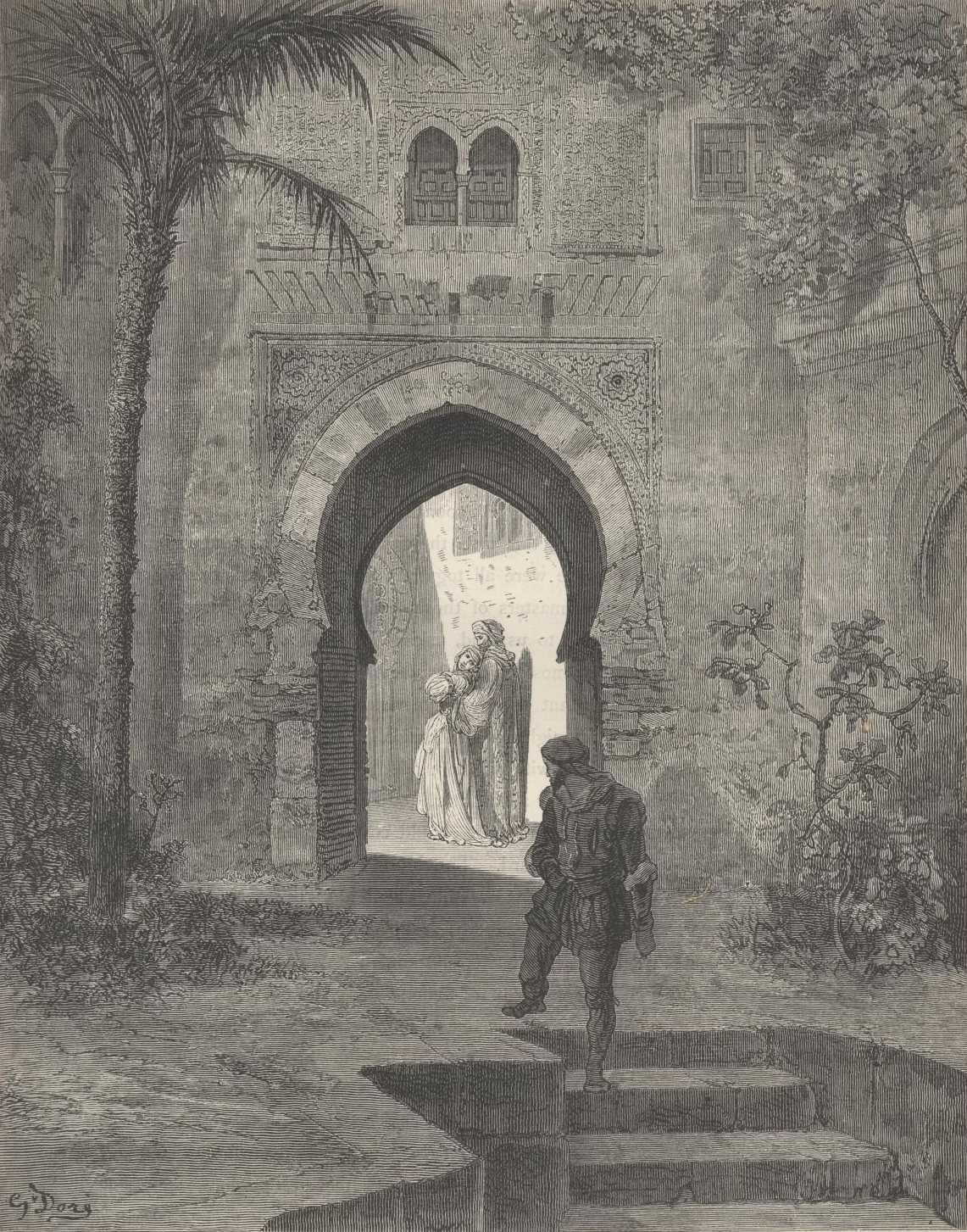
ドン・キホーテとドゥルシネ、サンチョ（ギュスターヴ・ドレによる挿絵）

幕が開くと、古いロマンス風の舞曲が遠くから聞こえて来る。パーティーでドゥルシネは退屈な婚約者たちに囲まれつつ女の人生について問う2番目のアリア「愛の日々が過ぎ去ってしまった時」（Lorsque le temps d'amour a fui.）でもっと刺激的な生活への憧れを歌い、続いてギターを弾きながら「愛の喜びだけを思い描こう」（Ne pensons qu'au plaisir d'aimer！）を歌う。夜食を皆が食べに行くので、誰もいなくなると、遣いのサンチョが現れ、盗賊を倒したドン・キショットの到着を知らせる。ドン・キショットは忠実な働きに対する報酬として夢の島を与えるとサンチョに約束する。ドゥルシネの招待客たちはすっかりドゥルシネの求婚者気取りのドン・キショットを嘲笑している。そこにドゥルシネが現れるとドン・キショットは勝ち誇ったように取り戻したネックレスを渡す。するとネックレスを全く取り返せると予期していなかったドゥルシネは驚き、大声をあげて喜ぶ。そして、ドン・キショットを抱きしめ、世界一の英雄と讃える。ドン・キショットは大真面目でドゥルシネに恭しくプロポーズする。結婚と聞いたドゥルシネは笑いだし、取り巻き連中もつられて笑い出す。ドン・キショットの誠意にいたたまれなくなったドゥルシネは取り巻き連中をその場から立ち去らせる。そして、私は気前よく誰にでも愛情を与える遊び女であるからあなたに相応しくないとドン・キショットの誤解を解き、丁重にプロポーズを断る。心優しい純粋な老人を弄んだことを悔いて「そう、私はあなたの優しさに胸を痛めています」（Oui, je souffre votre tristesse）と歌って謝り、美しい2重唱となる。失望しドゥルシネを諦めたドン・キショットは彼女の率直さを称賛するので、彼女は感動して立ち去る。傷心の主人に客たちが浴びせる心無い冷笑に怒り狂ったサンチョはアリア「笑え、笑え、哀れな理想家を」（Riez, allez, riez du pauvre idéologue）を歌い、必死に辛辣な言葉でやり返す。そして二人は中庭から立ち去る。ドン・キショットの後姿を祝福するかのような音楽が管弦楽によって奏でられる。

### 第5幕
山あいの小道、夜

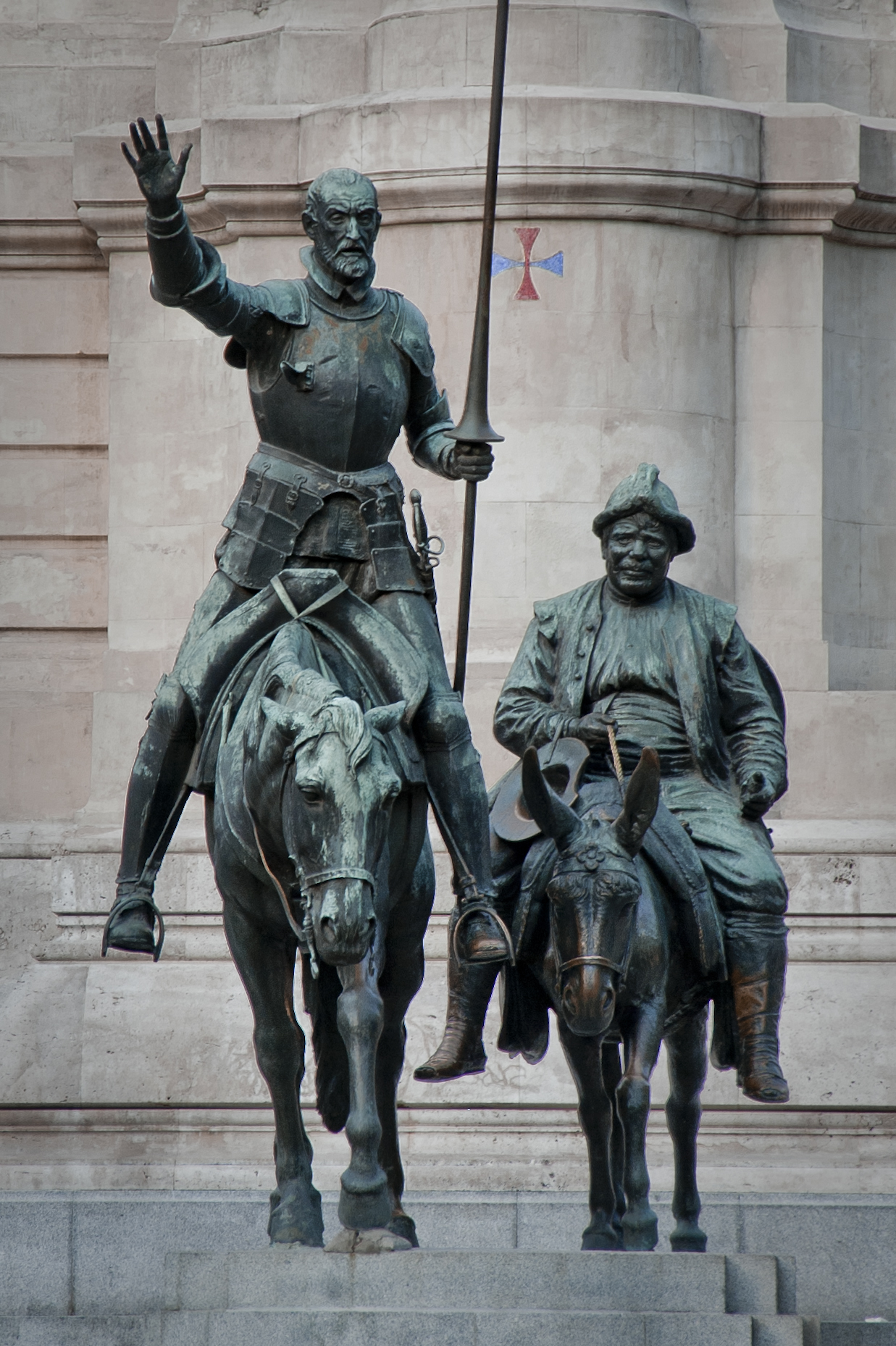
マドリードのドン・キショットとサンチョの銅像

「ドゥルシネの悲しみ」と呼ばれる短い序奏がチェロの独奏を伴って静かに奏される。衰弱し切ったドン・キショットは、星が明るく照らす森の中で最期を迎えようとしている。サンチョはドン・キショットをマントで包み、衰弱して行く主人の体を温めようと焚火をしている。ドン・キショットは自らの役割もこれで終わりと悟っている。木に寄りかかってドン・キショットはサンチョにやると約束した「夢の島」について静かに語る（Prends cette île qu'il est toujours en mon pouvoir）。それはドン・キショットが持っている唯一の夢の世界の財産であった。（今息を引き取ろうとしているドン・キショットによって語られるモノローグは同様にバスで歌われるムソルグスキーのボリス・ゴドゥノフの死の場面に匹敵する、深く、切実な表現によっている）。そして遥か木星を見上げると、ドゥルシネが歌う声が聞こえてくるような幻覚を見る。ついにドン・キショットはその歌声に応えるかのように静かに息を引き取るのだった。サンチョは年老いたドン・キショットの体に泣きすがって「敬愛するご主人様！」（Mon Maître adoré!）と心が引き裂けるような叫びをあげるのだった。

## 主な録音
| 年   | 配役 ドン・キショット サンチョ・パンサ ドゥルシネ ペドロ                                        | 指揮者、 管弦楽団および合唱団 | レーベル                                 |
| ---- | ----------------------------------------------------------------------------------------------- | --- | ---------------------------------------- |
| 1978 | ニコライ・ギャウロフ ガブリエル・バキエ レジーヌ・クレスパン ミシェール・コマン                 | カジミェシュ・コルト スイス・ロマンド管弦楽団 同合唱団 | CD: DECCA ASIN: B00000E4NL               |
| 1992 | ジョゼ・ヴァン・ダム アラン・フォンダリー テレサ・ベルガンサ リタ・ゴール                       | ミシェル・プラッソン トゥールーズ・キャピトル国立管弦楽団 合唱団                                                                                            | CD: EMI ASIN: B000009K2F                 |
| 2007 | ロベルト・スカンディウッツィ アラン・ヴェルヌ ケイト・アルドリッチ エレーヌ・ギルメット         | アラン・ギンガル 東京フィルハーモニー交響楽団 藤原歌劇団合唱部 ピエロ・ファッジョーニ （演出・美術・衣装・照明・映像監督） 振付：マリアーノ・ブランカッチョ | DVD: カメラータ東京 ASIN: B000VZE1VS     |
| 2007 | ジャコモ・プレスティア アレッサンドロ・コルベッリ ラウラ・ポルヴェレッリ マリー・ドゥヴェレロー | ドワイト・ベネット トリエステ・ジュゼッペ・ヴェルディ歌劇場管弦楽団 合唱団 演出:フェデリーコ・ティエッツィ                                                  | DVD: Bongiovanni ASIN: B0013MYQJK        |
| 2009 | オリン・アナスタソフ ヴェントセラフ・アナスタソフ ツヴェタ・サランベリエワ シルヴィア・タネーワ | フランチェスコ・ローザ ソフィア国立歌劇場管弦楽団 ソフィア国立歌劇場合唱団 演出：プラメン・カルタロフ 振付：アントナエタ・アレクシエワ                      | DVD: ナクソス・ジャパン ASIN: B00AE48CQ6 |
| 2010 | ジョゼ・ヴァン・ダム ウェルナー・ヴァン・メヘレン シルヴィア・トロ・サンタフェ ジュリ・モセ     | マルク・ミンコフスキ ベルギー・モネ劇場交響楽団 モネ劇場合唱団 演出＆衣装：ロラン・ペリー                                                                   | DVD: Naive ASIN: B005IIA996              |
| 2011 | フェルッチョ・フルラネット アンドレイ・セロフ アンナ・キクナーゼ エレオノーラ・ヴィンダウ       | ワレリー・ゲルギエフ マリインスキー劇場管弦楽団 マリンスキー・アカデミー青年声楽アンサンブル                                                                | CD: LSO LIVE UK ASIN: B006UM0570         |